# Rhodophyta familia incertae sedis
Rhodophyta familia incertae sedis, rodovi crvenih algi čija niža sistematska podjela još nije utvrđena a dio je reda Rhodophyta ordo incertae sedis. Postoji 50 vrsta u 24 roda, od kojih je 6 fosilnih.

## Rodovi
1. Allogonium Kützing  3 vrste
2. Buthotrephis J.Hall 13 vrsta
3. Chalicostroma Weber-van Bosse 1 vrsta
4. Cornutula Korde 2 vrste
5. Demidella Shuysky 1 vrsta
6. Diversocallis O.Dragastan  2 vrste
7. Enigma Weber-van Bosse   2 vrste
8. Erbinia Korde 1 vrsta
9. Filaria Korde 4 vrste
10. Kadvoya Korde 1 vrsta
11. Kordephyton Radugin & M V.Stepanova 3 vrste
12. Kundatia Korde 1 vrsta
13. Leveilleites Foerste 1 vrsta
14. Mucilina Korde 1 vrsta
15. Palikiella G.Claus ex Drouet 2 vrste
16. Paraconophyton Y.Z.Liang & R.C.Tsao 1 vrsta
17. Perinema Weber-van Bosse   1 vrsta
18. Pseudoanthos Korde 1 vrsta
19. Reingardia Perestenko  1 vrsta
20. Rhododiplobia Kirkpatrick  1 vrsta
21. Sergilia Korde 2 vrste
22. Shujana Korde 1 vrste
23. Visheraia Korde 1 vrsta
24. Wahpia C.Walcott 3 vrste